# 루미네이트
루미네이트 데이터(영어: Luminate Data)는 음악 및 엔터테인먼트 데이터 제공업체다. 2020년 합작 투자로 설립된 이 회사는 닐슨 뮤직, 알파 데이터 (구 버즈앵글 뮤직), 버라이어티 비즈니스 인텔리전스 (구 TV트래커)를 통합한 것이다. 데이터는 이용자, 음반 회사, 배급사, 음악 소매업, 독립 프로모터, 영화와 텔레비전 회사, 아티스트 매니저에게서 주간 단위로 집계한다..

## 같이 보기
- 음반 판매량 인증